# Xã Platte, Quận Andrew, Missouri
Xã Platte (tiếng Anh: Platte Township) là một xã thuộc quận Andrew, tiểu bang Missouri, Hoa Kỳ. Năm 2010, dân số của xã này là 426 người.